# Magistrat Reuter (West-Berlin)
Der Magistrat Reuter war von 7. Dezember 1948 bis 1. Februar 1951 die Regierung von West-Berlin.
| Amt                                                        | Name                   | Partei                     |
| ---------------------------------------------------------- | ---------------------- | -------------------------- |
| Oberbürgermeister                                          | Ernst Reuter           | SPD                        |
| 1. Bürgermeisterin                                         | Louise Schroeder       | SPD                        |
| 2. Bürgermeister                                           | Ferdinand Friedensburg | CDU                        |
| Stadtrat für Arbeit                                        | Paul Fleischmann       | SPD                        |
| Stadtrat für Bau- und Wohnungswesen                        | Walter Nicklitz        | SPD                        |
| Stadtrat für Bundesangelegenheiten (ab 15. September 1949) | Günter Klein           | SPD                        |
| Stadtrat für Ernährung                                     | Paul Füllsack          | SPD                        |
| Stadtrat für Finanzen und Steuerwesen                      | Friedrich Haas         | CDU                        |
| Stadtrat für Gesundheitswesen                              | Walter Conrad          | LDP/FDP                    |
| Stadtrat für Personal und Verwaltung                       | Otto Theuner           | SPD                        |
| Stadtrat für Post- und Fernmeldewesen                      | Hugo Holthöfer         | LDP/FDP                    |
| Stadtrat für Rechtswesen                                   | Valentin Kielinger     | CDU                        |
| Stadträtin für Sozialwesen                                 | Marie-Elisabeth Lüders | LDP/FDP                    |
| Stadtrat für Verkehr und Betriebe (ab 15. September 1949)  | Herbert Hausmann       | SPD, ab 19. September 1949 |
| Stadtrat für Volksbildung                                  | Walter May             | SPD                        |
| Stadtrat für Wirtschaft                                    | Gustav Klingelhöfer    | SPD                        |